# Jeannette Fischer (Sängerin)
Jeannette Fischer (* 1. August 1959 in Basel, heimatberechtigt in Epiquerez) ist eine Schweizer Opernsängerin (Sopran) und Gesangspädagogin.

## Leben
Jeannette Fischer wuchs in Solothurn auf. Sie begann im Alter von 14 Jahren mit dem Gesangsstudium und schloss es am Konservatorium Zürich ab. Kurz darauf gewann sie den Gesangs- und Klavierwettbewerb der Jeunesses Musicales. Mit Rita Streich und Irwin Gage perfektionierte sie die Kunst des Liedes. Sie gelangte bald in die Opernszene und zog nach Italien, um ihre Kenntnisse des Belcanto zu vertiefen. Ihre Laufbahn begann sie als Opernsoubrette. Mit der Zeit entwickelte sie sich zum lyrischen und Koloratursopran.
Nach ihrem Debüt 1985 am Theater Basel als erste Freundin in der Uraufführung von Jost Meiers Der Drache (Regie: Martin Markun, musikalische Leitung: Harri Rodmann) wirkte Jeannette Fischer freischaffend an verschiedenen Bühnen.
Am Stadttheater Bern sang sie 1987 Hodel in Jerry Bocks Anatevka; ab 1989 folgten gleichenorts Papagena und die erste Dame in Mozarts Die Zauberflöte, die Jungfer Anna Reich in Nicolais Die lustigen Weiber von Windsor, Prinzessin Hermia in Offenbachs Ritter Blaubart und Oscar in Verdis Un ballo in maschera.
Weitere Stationen waren das Théâtre Municipal in Lausanne (1990 Lisa in Bellinis La sonnambula, Miss Wordsworth in Brittens Albert Herring, 1992 Elisetta in Cimarosas Il matrimonio segreto, 1993 Despina in Mozarts Così fan tutte und Zaida in Rossinis Il turco in Italia, 2001 die Tochter der Podtotschina in Schostakowitschs Die Nase) und das Grand Théâtre in Genf (unter anderem 1991 Berta in Rossinis Il barbiere di Siviglia, 1992 die Stimme des Falken und der Hüter der Schwelle in Richard Strauss’ Die Frau ohne Schatten, 1993 Clorinda in Rossinis La Cenerentola, 1995 Elvira in dessen L’italiana in Algeri, 1997 Arbate in Mozarts Mitridate, re di Ponto, 1999 Woglinde in Wagners Das Rheingold und 2000 Despina).
Jeannette Fischer hatte ausserdem Gastverpflichtungen in Bordeaux (1993 Gabrielle in Offenbachs La vie parisienne), an der Staatsoper Dresden, in Klagenfurt (1994 Micaëla in Bizets Carmen), an der Opéra National de Lyon (1995 Adele in Johann Strauss’ Die Fledermaus), am Teatro Real in Madrid, in Marseille (2000 Fattoumah in Henri Rabauds Mârouf, savetier du Caire), am Teatro alla Scala in Mailand (2001 Clorinda), in Montpellier (2001 Corilla in Donizettis Viva la Mamma!), Nancy, Nantes (unter anderem 1996 Constance in Poulencs Dialogues des Carmélites, 1997 Mrs. Hayes in Carlisle Floyds Susannah, 1998 Mélisande in Debussys Pelléas et Mélisande, 2001 die Titelpartie in Janáčeks Das schlaue Füchslein), am Teatro Massimo in Palermo, an der Opéra de Paris im Palais Garnier, am Théâtre du Châtelet in Paris, beim Rossini-Festival in Pesaro (1991 der Weltgeist in Mozarts Die Schuldigkeit des ersten Gebots sowie in den Rossini-Opern 2006 als Carlotta in Torvaldo e Dorliska, 2011 als Eurice in Adelaide di Borgogna und als Berta in Il barbiere di Siviglia) und in Toulouse. Im Radiostudio Zürich sang sie 1999 die Elmire in Othmar Schoecks Erwin und Elmire. Jeannette Fischer beschäftigt sich auch mit Neuer Musik, so etwa 2016 in Cernier als Lucia I in Hindemiths letzter Oper Das lange Weihnachtsmahl.
Jeannette Fischer ist auch Konzertsängerin und Gesangspädagogin. Sie lehrt an der Haute École de Musique (HEMU) in Freiburg, früher auch an der HEMU Lausanne. Unter ihren Schülerinnen sind die belgisch-indische Sopranistin Turiya Haudenhuyse, die chinesische lyrische Koloratursopranistin Lu Shao, die deutsche Sopranistin Verena Knirck, die Schweizer Mezzosopranistin Léonie Cachelin, die Schweizer Sopranistin Seraina Perrenoud, die französische Sopranistin Roxane Choux und die neukaledonische Sopranistin Jennifer Pellagaud. Eine ihrer Privatschülerinnen war die Aargauer Sopranistin Fabienne Marzena Skarpetowski. Jeannette Fischer gibt regelmässig Meisterkurse u. a. an der Accademia Musicale Internazionale Maria Malibran in Altidona, Italien, und am Lemmensinstituut in Löwen, Belgien. Unter ihren Meisterklasse-Schülern sind der Schweizer Tenor Germain Bardot und die belgische Sopranistin Deborah Cachet.
In ihrer Freizeit klettert sie gerne und betreibt Judo.

## Auszeichnungen
- 1984: Werkjahrbeitrag des Kantons Solothurn
- 2015: Preis für Musik des Kantons Solothurn[6]

## Diskographie
- 2015: Gioachino Rossini: La Cenerentola; Jeannette Fischer, José Maria Lo Monaco, Bruno Praticò, Daniele Zanfardino, Marc Scoffoni, Anna Steiger, Luigi De Donato; Orchestre National de Bretagne unter Darrell Ang, aus der Opéra de Rennes (Wiederaufnahme der Produktion des Grand Théâtre de Genève aus dem Jahr 1993 zu Ehren des 2013 verstorbenen Regisseurs Jérôme Savary); cda1506 (3 CDs)[7][8]
- 2015: Ermano Maggini: Torso IV, Cinque disegni, Trilogie, Canto V, Canto XVII und Zwischen Himmel und Erde; Jeannette Fischer, Werner Zumsteg, Patricia Thomas; OrchesTrio mit Noriko Shirato, Walther Giger, Fumio Shirato; Jecklin Edition JS 311-2 (CD)
- 2006: Gioachino Rossini: Il barbiere di Siviglia; Jeannette Fischer, Joyce DiDonato, Roberto Saccà, Dalibor Jenis, Carlos Chausson, Kristinn Sigmundsson; Orchester und Chor der Opéra National de Paris unter Bruno Campanella, Regie: Coline Serreau; TDK/Naxos (DV-OPBARB)[9], Neuauflage 2010 von Altaya (DVD-V)
- 2007: Gioachino Rossini: Torvaldo e Dorliska; Jeannette Fischer, Darina Takova, Michele Pertusi, Francesco Meli, Bruno Praticò, Simone Alberghini; Orchestra Haydn di Bolzano e Trento unter Víctor Pablo Pérez, Regie: Mario Martone (vom Rossini-Festival 2006); Dynamic CDS 528/1-2 (2 DVDs)
- 2007: Wolfgang Amadeus Mozart:	Le nozze di Figaro; Jeannette Fischer, Diana Damrau, Ildebrando D’Arcangelo, Pietro Spagnoli, Marcella Orsatti Talamanca, Monica Bacelli; Orchester und Chor des Teatro alla Scala unter Gérard Korsten, Regie: Giorgio Strehler; Musicom MC 0707 (CD, DVD-V)/Arthaus Musik (2006)[10]
- 2005: Johann Strauss: Der Zigeunerbaron; Jeannette Fischer, Rudolf Wasserlof, Béla Perencz, Ewa Wolak, Hanna Schaer, Luc Hery, Martin Homrich, Natalia Ushakova, Paul Kong, Zoran Todorovich; Orchestre national de France und Chor von Radio France unter Armin Jordan (vom Montpellier Festival); Naïve 5002 (CD)
- 2004: Othmar Schoeck: Erwin und Elmire; Jeannette Fischer, Mareike Schellenberger, Tino Brütsch, Hans Christoph Begemann; Zürcher Kammerorchester unter Howard Griffiths; cpo 999 929-2 (CD)
- 1996: Gioachino Rossini: La Cenerentola; Jeannette Fischer, Jennifer Larmore, Claire Larcher, Rockwell Blake, Alessandro Corbelli, Carlos Chausson; Orchester und Chor der Opéra National de Paris unter Maurizio Benini (vom Palais Garnier, Paris); Encore 3265 (DVD)
- 1995: Wladimir Vogel, Othmar Schoeck, Czesław Marek: Von der Spätromantik zur Moderne: Schweizer Musik in der Zentralbibliothek Zürich; Jeannette Fischer, Werner Bärtschi (Klavier); Camerata Zürich unter Räto Tschupp; Jecklin Edition JS-306-2 (CD)
- 1994: Ferdinando Bertoni: Orfeo; Jeannette Fischer, Julia Juon, Steve Davislim; Aargauer Symphonie Orchester unter Räto Tschupp, Jecklin Edition JD-700-2 (CD)
- 1992: Domenico Cimarosa: Il matrimonio segreto; Jeannette Fischer, François Le Roux, Angelo Romero, Anne-Marie Owens, Elzbieta Szmytka, Tracey Welborn, Alain Marcel; Orchestre de Chambre de Lausanne unter Jesús López Cobos; Cascavelle VEL 1032 (2 CDs)